# Erin Densham
Erin Densham est une triathlète australienne née le 3 mai 1985  à Camden en Australie, trois fois olympienne et vainqueur d'étape sur les séries mondiales de triathlon.

## Biographie

### Jeunesse
Dans sa jeunesse Erin Densham participe à des compétitions de natation et de cross-country au niveau national, elle suit alors les cours du lycée publique John Therry. À l'âge de 16 ans, elle décide de combiner ses qualités dans ces deux disciplines et elle se lance dans le triathlon. Elle remporte les championnats du monde espoirs en 2006 à Lausanne. Elle est titulaire d'un diplôme en éducation physique (certificat III).

### Carrière en triathlon
Erin Densham est médaillée de bronze aux Jeux olympiques d'été de 2012 à Londres, elle est aussi la première triathlète australienne a participé à trois Jeux olympiques. En 2009, elle est sérieusement touchée par des problèmes cardiaques et de la fièvre glandulaire.
En France, Erin concourt pour l'équipe de Poissy Triathlon où elle remporte par deux fois le Grand Prix de triathlon (2012 et 2013). En 2012, elle remporte les épreuves de Sydney et de Hambourg du championnat du monde courte distance.

### Vie privée
En 2009, elle est célibataire et vit à St Kilda (quartier de Melbourne).

## Palmarès
Le tableau présente les résultats les plus significatifs (podium) obtenus sur le circuit international de triathlon depuis 2007,.
| Année | Compétition                                  | Pays        | Position           | Temps           |
| ----- | -------------------------------------------- | ----------- | ------------------ | --------------- |
| 2015  | Coupe du monde - l'étape sprint de Cozumel   | Mexique     | Médaille de bronze | 0 h 59 min 25 s |
| 2013  | Grand Prix de triathlon (équipe club)        | France      |                    |                 |
| 2012  | Jeux olympiques - Londres                    | Royaume-Uni |                    | 1 h 59 min 50 s |
| 2012  | WTS Hambourg                                 | Allemagne   |                    | 0 h 56 min 7 s  |
| 2012  | WTS San Diego                                | États-Unis  |                    | 1 h 59 min 26 s |
| 2012  | WTS Sydney                                   | Australie   |                    | 2 h 1 min 29 s  |
| 2012  | Coupe du monde - l'étape de Banyoles         | Espagne     |                    | 1 h 59 min 55 s |
| 2012  | Coupe du monde - l'étape de Mooloolaba       | Australie   |                    | 2 h 3 min 32 s  |
| 2012  | Grand Prix de triathlon (équipe club)        | France      |                    |                 |
| 2011  | Coupe d'Europe - l'étape de Cremona          | Italie      |                    | 1 h 1 min 30 s  |
| 2010  | Grand Prix de triathlon - Étape de Dunkerque | France      | Médaille d'argent  | Timing          |
| 2010  | Coupe du monde - l'étape de Holten           | Pays-Bas    |                    | 2 h 1 min 27 s  |
| 2010  | Coupe d'Europe - l'étape de Brasschaat       | Belgique    |                    | 1 h 56 min 21 s |
| 2009  | Grand Prix de triathlon - Étape de Dunkerque | France      | Médaille d'argent  | Timing          |
| 2008  | Coupe du monde - l'étape de Ishigaki         | Japon       |                    | 2 h 3 min 40 s  |
| 2008  | Grand Prix de triathlon - Étape de Dunkerque | France      | Médaille d'argent  | Timing          |
| 2008  | Grand Prix de triathlon - Étape de Beauvais  | France      | Médaille d'argent  | Timing          |
| 2007  | Grand Prix de triathlon - Étape de Lorient   | France      | Médaille d'argent  | Timing          |
| 2007  | Coupe du monde - l'étape de Vancouver        | Canada      |                    | 2 h 4 min 10 s  |
| 2007  | Championnat d'Océanie                        | Australie   |                    | 2 h 3 min 55 s  |

| Année | Nombres | Étapes               |
| ----- | ------- | -------------------- |
| 2009  | 1       | Tours                |
| 2008  | 2       | Dunkerque, Bordeaux  |
| 2007  | 1       | La Baule             |
| Total | 4       | 4 villes différentes |